# Ребека Линарес
Ребека Линарес (на английски: Rebecca Linares) е испанска порнографска актриса.

## Ранен живот
Родена е на 13 юни 1983 г. в град Сан Себастиан, Баска автономна област, Испания. От 5-годишна възраст живее в Барселона.

## Кариера
Започва кариерата си като порноактриса през 2005 г., когато е на 22-годишна възраст. Първоначално се снима в порнографски продукции в Испания, а след това и в други европейски държави. От пролетта на 2006 г. се премества да живее в Лос Анджелис, САЩ.
Снима еротична фотосесия за списание „Максим“.
През 2009 г. испанската телевизия „Канал +“ прави документален филм за живота и кариерата ѝ в САЩ, наречен „Ела в Лас Вегас, бейби“ (на испански: Vente a Las Vegas, Nena).
Линарес получава роля и в комедията „Хомо Еректус“.
Участва заедно с редица други порноактьори във видеоклиповете на песните „Who's Your Daddy?“ на рапъра Некро от албума му The Sexorcist и „The Porn Life“ на Марко Бандерас.
През юни 2010 г. увеличава размера на гърдите си, чрез поставяне на импланти.

## Награди и номинации
Носителка на награди
- 2007: Награда на Международния еротичен филмов фестивал в Барселона за най-добра актриса.[11]
- 2007: CAVR награда за изпълнител на годината.[12]
- 2010: Urban X награда за изпълнителка на годината.[13][14]
- 2010: AVN награда за най-добра секс сцена с тройка – „Тори Блек е привлекателна развратница“ (с Тори Блек и Марк Ашли).[15]

Номинации
- 2007: Номинация за AVN награда за най-добра POV секс сцена – „About Face 4“ (с Крис Стриъмс).[16]
- 2007: Номинация за CAVR награда за звезда на годината.[12]
- 2008: Номинация за AVN награда за изпълнителка на годината.[17]
- 2008: Номинация за AVN награда за най-добра сцена с орален секс (видео) – „Едва легални 69“.[17]
- 2008: Номинация за XRCO награда за оргазмен оралист.[18]
- 2008: Номинация за CAVR награда за звезда на годината.[19]
- 2009: Номинация за AVN награда за изпълнителка на годината.[20]
- 2009: Номинация за AVN награда за най-добра сцена с групов секс – „Ръкавицата 3“ (с Фей Валънтайн, Джеймс Дийн, Джери, Андрю Андрети и Стив Тейлър).[20]
- 2009: Номинация за Hot d'Or награда за най-добра европейска изпълнителка.[21]
- 2009: Номинация за XRCO награда за изпълнителка на годината.[22]
- 2010: Номинация за F.A.M.E. награда за най-горещо тяло.[23]
- 2010: Номинация за F.A.M.E. награда за любима анална звезда.[23]
- 2010: Номинация за F.A.M.E. награда за любима орална звезда.[23]
- 2012: Номинация за AVN награда за най-добра секс сцена с двойно проникване – „Мръснишки сутиен 2“ (с Ерик Евърхард и Стив Холмс).[24]

Други признания и отличия
- 2009: Пентхаус любимка за месец март.[25][2]